# 李士偉 (1883年)

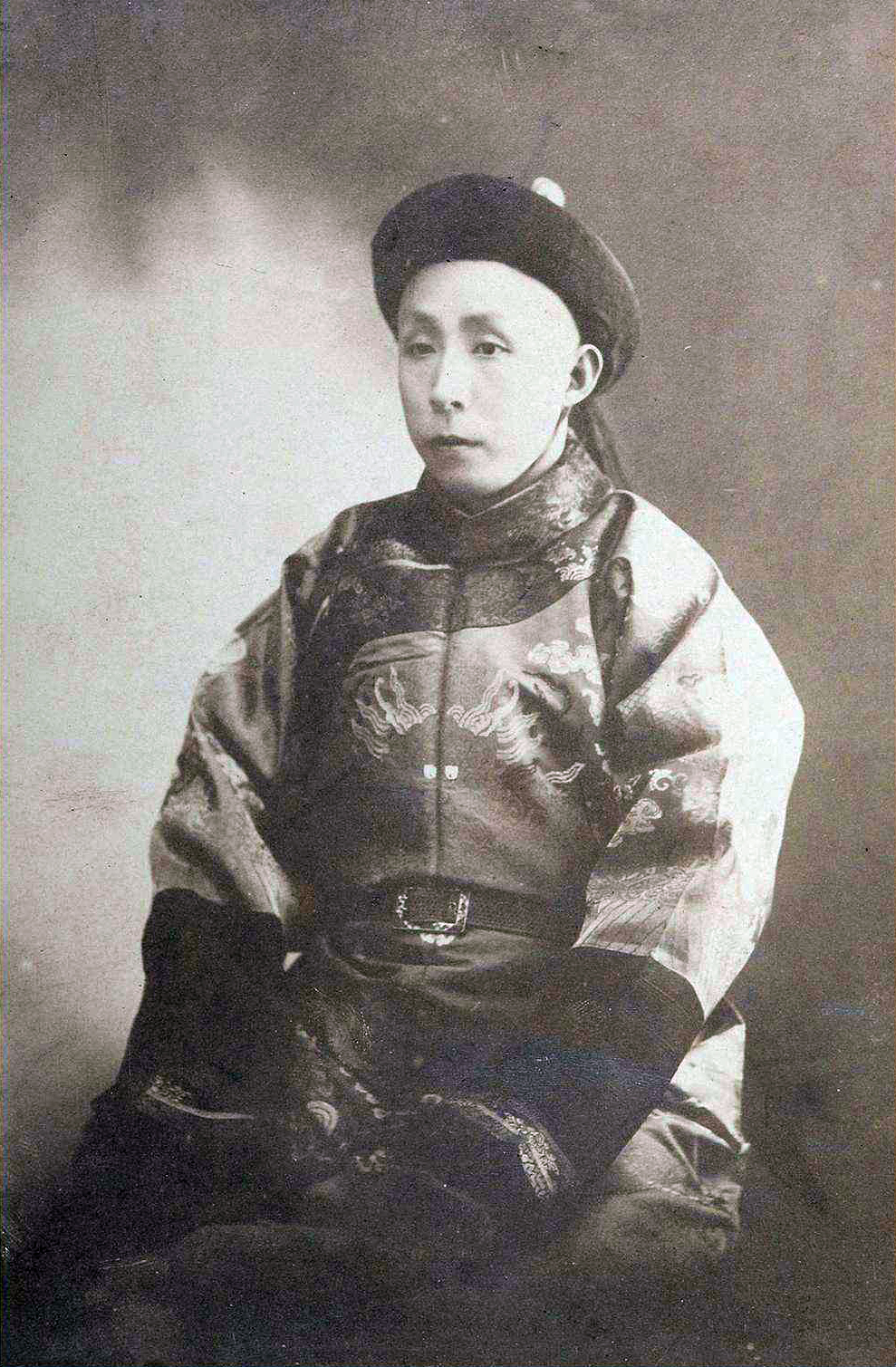
任北洋师范学堂学监的李士伟，1909年

李士伟（1883年—1927年1月），字伯芝，直隷省广平府永年县人，中华民国政治人物。

## 生平
1901年（光緒27年）他到日本留学，入早稻田大学政治经济科。1906年（光緒32年）他毕业归国。此后，他任北洋总督秘書、北洋師範学校学監。后来他历任直隷全省学務处会办、直隷全省自治总局督理。此外他还任中国工业银行总裁。
中華民国成立後，他历任北京政府財政部顧問、農商部矿政顧問、参政院参政。1915年（民国4年）4月，他33歳时成为中国银行总裁。翌年4月，他被罷免。1920年（民国9年），他任中日实业公司总裁。翌年5月，他任第二次靳雲鵬内閣財政总長。同年10月他辞任。
1927年（民国16年）1月，他在上海病逝。享年45岁。